# Natalia Nordmann
Natalia Borísovna Nordmann-Severova (ryska: Наталья Борисовна Нордман-Северова), född 14 december 1863 i Helsingfors, död 30 juni 1914 i Orselina, Schweiz, var en finlandssvensk-rysk författare, och partner till den ryske konstnären Ilja Repin.

## Biografi
Natalia Nordmann föddes i Helsingfors 1863. Hennes far var Bernard (Boris) Nordmann, finsk amiral i den Kejserliga ryska flottan, hennes mor var den ryska adelskvinnan Maria Arbusova.
Nordmann var förespråkare för kvinnorätt och vegetarianism. På en resa till Paris 1900 träffade hon den ryske konstnären Ilja Repin. Repin fängslades av henne och efteråt  bodde de tillsammans i hennes hem, villa Penaty, i Kuokkala, Terijoki, som vid tiden ännu var en del av Finland. Paret bjöd in konstnärer från den ryska huvudstaden varje onsdag, eftersom hemmet var en kort tågresa från Sankt Petersburg. Onsdagssamlingarna gjorde det möjligt för Repin att sätta ihop ett "album" för Nordmann. Han skapade porträtt av anmärkningsvärda besökare och varje målning märktes med deras namn, yrke och ibland med deras autograf. Nordmanns gästfrihet var välkänd och besökare inkluderade författarna Maksim Gorkij och Aleksandr Kuprin, konstnärerna Vasilij Polenov, Isaak Brodskij och Filipp Maljavin, poeten Vladimir Majakovskij, filosofen Vasilij Rozanov och forskaren Vladimir Bekhterev. Nordmann var innehavaren till detta album när det färdigställdes inför Världsutställningen i Italien 1911. Repin beskrev Nordmann som "hans livs kärlek". 
1911 reste hon med Repin till världsutställningen i Turin, där Repins porträtt av henne visades i ett eget rum. 

## Död och minne
Nordmann led av tuberkulos, och avled i Schweiz 1914. Repin reste dit för att se henne och hämta hem askan till Sankt Petersburg. Nordmann efterlät hemmet Penaty i Kuokkala till ryska konstakademien, men huset kunde inte tas i besittning av dem, eftersom Repin bodde där i ytterligare 16 år. Nordmanns album med Repins porträtt delades upp, men 2009 gjordes en utställning av dessa bilder på Sankt Petersburgs institut för måleri, skulptur och arkitektur, (Ryska konstakademins nuvarande namn.).